# Upanema
Upanema is een gemeente in de Braziliaanse deelstaat Rio Grande do Norte. De gemeente telt 13.334 inwoners (schatting 2009).